# Röbäcksdalen

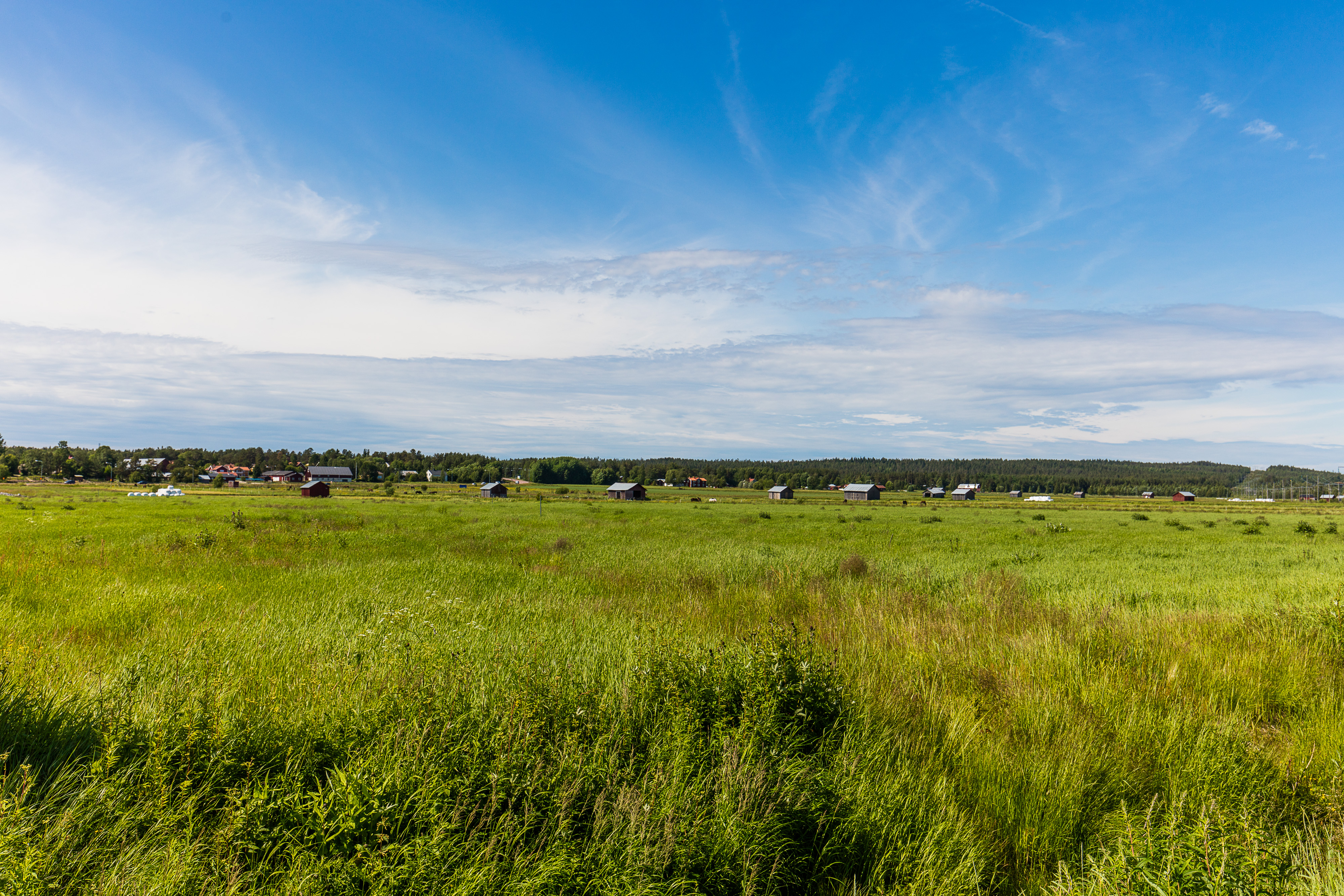
Röbäcksslätten, strax söder om Umeå, är Norrlands största sammanhängande jordbruksmark.

Röbäcksdalen är enligt Umeå kommuns officiella indelning en stadsdel i Umeå. Området saknar dock i princip stadsbebyggelse, utan består främst av jordbruksmark belägen öster om Röbäck, på Röbäcksslätten, som sträcker sig österut mot byarna Stöcksjö och Degernäs. 
En stor del av området utgörs av odlingar som sedan snart 60 år tillhör Röbäcksdalens försöksgård, som ingår i Institutionen för norrländsk jordbruksvetenskap vid Sveriges lantbruksuniversitet (SLU) i Umeå. En forskningsladugård invigdes 2006 med stallar för mer än 120 mjölkkor samt de får som redan tidigare fanns vid gården.